# Shin Jong-kyun
Jong-Kyun Shin ou JK Shin,  est l'ancien président directeur général des technologies informatiques et de la division mobiles du groupe Coréen Samsung . Il est le créateur de la gamme Samsung Galaxy et est connu du grand public pour ses apparitions lors des présentations de smartphones tel que le Galaxy S II, Galaxy S III, Galaxy S4, Galaxy S5, Galaxy Note, Galaxy Note II, Galaxy Note 3 etc.
Il est remplacé en 2015  après l'échec des ventes du Galaxy S5 par Koh Dong-jin, directeur adjoint de la recherche et développement de la division mobile à l'époque, à la tête de toute la branche.